# Maybe tomorrow, maybe tonight
Maybe tomorrow, maybe tonight is een hitsingle van Earth & Fire. Het is afkomstig van hun album Atlantis. Het nummer bereikte een derde positie in de Top 40.
De B-kant was de Theme from Atlantis.

## Hitnotering

### Nederlandse Top 40
| Positie: | 20 | 8 | 5 | 4 | 3 | 3 | 5 | 9 | 12 | 21 | 33 | uit |

### NPO Radio 2 Top 2000
In de Top 2000 van NPO Radio 2 stond het nummer voor het laatst in 2014 genoteerd.

| Nummer met noteringen in de NPO Radio 2 Top 2000 | '99  | '00 | '01 | '02 | '03 | '04  | '05  | '06  | '07  | '08  | '09  | '10  | '11  | '12  | '13  | '14  |
| ------------------------------------------------ | ---- | --- | --- | --- | --- | ---- | ---- | ---- | ---- | ---- | ---- | ---- | ---- | ---- | ---- | ---- |
| Maybe Tomorrow, Maybe Tonight                    | 1040 | -   | 772 | 863 | 881 | 1156 | 1271 | 1286 | 1521 | 1223 | 1300 | 1187 | 1531 | 1866 | 1957 | 1923 |

1. ↑  Een '-' betekent dat het nummer niet was genoteerd en een vetgedrukt getal geeft de hoogste notering aan.
2. ↑  Deze tabel is bijgewerkt tot en met de laatste editie (2024).